# عين الزهرة
عين الزهرة جماعة قروية تابعة لقبيلة مطالسة الريفية الأمازيغية بإقليم الدريوش وتتموقع في جنوب غرب هذا الإقليم في شمال المغرب. تحد شمالا بجماعة أمطالسة ومن الشرق بجماعة أولاد بوبكر التابعتين مثلها لنفس القبيلة، وأيضا من الشرق تحد بـجماعة صاكا الواقعة في إقليم جرسيف، من الجنوب تحد بجماعة مزكيتام التابعة أيضا مثلها لنفس القبيلة إلا أنها تقع في إقليم جرسيف، أما من ناحية الغرب فتحد بجماعة سيدي علي بورقبة وجماعة تيزي وسلي التابعتين لقبيلة اكزناية الريفية الواقعة في إقليم تازة. يبلغ عدد سكان الجماعة حوالي 11258 نسمة حسب إحصاء سنة 2004.